# Elifelet
Elifelet (hebr. אליפלט) – moszaw położony w Samorządzie Regionu Mewo’ot ha-Chermon, w Dystrykcie Północnym, w Izraelu.
Leży na północ od Jeziora Tyberiadzkiego, w północnej części Górnej Galilei.

## Historia
Moszaw został założony w 1949 przez imigrantów z Jemenu. Później osiedlili się tutaj imigranci z Afryki Północnej i Iraku.

## Gospodarka
Gospodarka moszawu opiera się na intensywnym rolnictwie i turystyce.